# Movavi Видео Конвертер
Мовавика конвертер, Movavika Converter (до 3.09.2024 г. Мовави видео конвертер, Movavi Video Converter) —  проприетарная программа на русском языке для конвертации видео-, аудио- и графических файлов различных форматов, изменения параметров видео (битрейт, частота кадров, кодек, соотношение сторон, разрешение, тип телевещания и др.). Включает в себя возможность проигрывания видео, музыки, а также осуществления простых операций редактирования, сохранения аудиотрека из видео, оцифровки данных с дисков DVD. Бесплатная версия программы преобразовывает только половину файла; для полноценной работы необходимо приобретать ключ активации.

## Возможности
- Работа с аудио, видео и графикой в более чем 180 форматах
- Базовое редактирование файлов: обрезка, поворот, улучшение качества
- Работа с субтитрами: добавление внешних, экспорт отдельным файлом
- Создание GIF-анимаций из видео
- Автоконвертация из указанной папки
- Одновременная конвертация нескольких файлов
- Автоматическое определение модели подключенного устройства и выбор профиля конвертации
- Режим SuperSpeed для конвертации за минимальное время без потери качества[2]

Программа поддерживает аппаратное ускорение обработки графики NVIDIA CUDA и Intel HD Graphics. Начиная с 18 версии, программа доступна в двух модификациях: Конвертер Видео и Конвертер Видео Премиум. Функции редактирования, а также полная поддержка кодека H.265 доступны только в Конвертер Видео Премиум.. В 19 версии добавилась поддержка ускорений для видеокарт AMD Radeon, а также возможность обрезать и поворачивать видеофайлы без конвертирования.

## Форматы[7]
Входные форматы
Видео: 3G2, 3GP, ASF, AVCHD, AVI, DivX, DVD, FLV, M2TS, TS, TTS, MTS, M2T, MKV, MOV, QT, MP4, M4V, MPG, MPEG, MPE, M1V, VOB, DAT, MOD, TOD, VRO, MXF, OGV, RM, RMVB, SWF, WebM,  WMV, WTV
Аудио: AAC, AC3, AIF, AIFF, APE, AU, SND, F4A, FLAC, M4A, M4B, M4R, MKA, MP3, OGG, Opus, WAV, WMA
Графика: APNG, BMP, DPX, GIF, JPEG (.jpeg, .jpg, .jp2, .jls), форматы Netpbm (.pam, .pbm, .pgm, .ppm), PCX, PNG, PTX, SGI, TGA, TIFF, WebP, XBM, XWD
Субтитры: SSA, SRT, ASS, DVD Sub, DVB Sub, DVB Teletext, Text, X-Sub, Mov text sub, HDMV PGS Sub, Microdvd, Eia-608, JACOSub, Subviewer, Sami, Realtext, Subrip, WebVTT, MPL2, VPlayer, PJS 

Выходные форматы
Видео: 3G2, 3GP, ASF, AVI, FLV, M2TS, MKV, MOV, MP4, M4V, MPG, VOB, MXF, OGV, SWF, WebM, WMV
Аудио: AAC, AC3, AIFF, AU, F4A, FLAC, M4A, M4B, M4R, MKA, MP3, OGG, WMA, WAV
Графика: BMP, GIF, JPEG (.jpg), PNG, TIFF

## Распространение
Продажа лицензионных копий Конвертера Видео осуществляется на официальном сайте разработчика, а также в магазинах партнёров. Пробная версия продукта доступна бесплатно, однако имеет лимит на срок действия (7 дней с момента установки) и ограниченные возможности: при конвертации аудио или при использовании режима SuperSpeed сохраняется только ½ длины файлов, а на видео накладывается водяной знак. 

## Обзоры и критика
Программа получила смешанные, хотя в целом, положительные отзывы. Пользователи отмечают, что фраза об увеличении ускорения до 81 раза вызывает недоверие. Однако, результаты различных тестов, проведённых самими же пользователями совпадают с результатами тестов компании и показывают, что ускорение конвертации действительно значительное.

## Различные редакции одних и тех же версий
Программы Мовавика каждой версии обычно выпускаются в двух различных редакциях — евразийская, в оригинале не содержащая русскоязычного интерфейса, и российская, содержащая файлы с русскоязычной поддержкой. Такие версии идентичны по функциональности, но имеют различные номера сборок, прописанные в программном файле, название которого начинается с надписи build, с расширением inf.